# برییه
برییه (به صربی: Berilje) یک منطقهٔ مسکونی در صربستان است که در Prokuplje Municipality واقع شده‌است. برییه ۷۳۰ نفر جمعیت دارد.